# ゼッド・バイアス
ゼッド・バイアス (Zed Bias) の名でよく知られるデイヴ・ジョーンズ (Dave Jones) は、マンチェスターを拠点とするイギリスのエレクトロニック・ミュージシャンであり、UKガラージ／2ステップ、ブロークンビーツ、UKファンキーのジャンルで活動を行う音楽プロデューサー、DJ。マッドスリンキー (Maddslinky) などの多数の別名義でも作品を発表しており、フューチャリスティックス (Phuturistix) のメンバーでもある。
1999年後半からオリジナルバージョンがアンダーグラウンドで大きな反響を呼び2000年7月に全英チャート第25位となったシングル『ネイバーフッド』(Neighbourhood) で最も知られる。当時住んでいたミルトン・キーンズにて多くの地元のアーティストやDJとコラボレーションを行い、DJスパッツ (DJ Spatts)［ザ・クリミナル・マインズ (The Criminal Minds)］と組んでの「スタンダード・フードラム・イシュー」(Standard Hoodlum Issue) など、制作キャリアの早い段階で数々の高評価のトラックやリミックスが生まれることとなった。その一部は自身のレーベル、サイドワインダー (Sidewinder)、サイドステッパー (Sidestepper)、バイアソニック (Biasonic) から発表されている。
2001年、マッドスリンキー (Maddslinky) 名義でのレコーディングを開始し、2003年『メイク・ユア・ピース』(Make Your Peace)、2010年『メイク・ア・チェンジ』(Make A Change) の各アルバムを発表。同時期、制作デュオのフューチャリスティックス (Phuturistix) の一員となったほか、多くの有名アーティストのリミックスも担っている。
このほか、2000年には日本のm-floの楽曲「been so long」をリミックスしている。
2ステップ・ガラージサウンドの実験的あるいは進歩的な側面を探るバイアスの作品は、定義できるサウンドないしジャンルとしてのダブステップの確立における決定的要素として支持されている。

## ディスコグラフィ

### アルバム
- 『メイク・ユア・ピース（Make Your Peace）』 (2003年, Laws of Motion) – マッドスリンキー名義
- 『フィール・イット・アウト（Feel It Out）』 (2003年, Hospital) – フューチャリスティックス名義
- 『ブリーズ・サム・ライト（Breathe Some Light）』 (2007年, Phuture Lounge) – フューチャリスティックス名義
- 『エクスペリメンツ・ウィズ・バイアソニックス Vol. 1（Experiments with Biasonics Vol. 1）』 (2007年, Sick Trumpet)
- 『メイク・ア・チェンジ（Make A Change）』 (2010年, Tru Thoughts) – マッドスリンキー名義
- 『バイアソニック・ホットソース：バース・オブ・ザ・ナノクラウド（Biasonic Hotsauce: Birth of the Nanocloud）』 (2011年, Tru Thoughts)
- 『スリーピン・ジャイアンツ（Sleepin Giantz）』 (2012年, Tru Thoughts)
- 『ボス（Boss）』 (2013年, Swamp81)
- 『ディファレント・レスポンス（Different Response）』 (2017年, Exit Records)

### DJミックス
- 『サウンド・オブ・ザ・パイレーツ（Sound of the Pirates）』 (2000年, Locked On)
- 『サイドワインダー Vol. 1（Sidewinder Vol. 1）』 (2001年, cutting edge)
- 『ビンゴ・ビーツ Vol. 2（Bingo Beats Vol. 2）』 (2001年, Bingo Beats)

### 代表的なシングル
- 『スタンダード・フードラム・イシュー（Standard Hoodlum Issue）』 (1999年, Social Circles) - ES Dubs 名義
- 『ネイバーフッド（Neighbourhood）』 (1999年/2000年, Locked On) 全英第25位
- 『フィール・イット・アウト（Feel It Out）』 (2003年, Hospital) - フューチャリスティックス名義
- 『サムシン・エクストラ（Somethin' Extra）』 (2005年, Askew) - マッドスリンキー名義
- 『タイム（Time）』 (2007年, Sick Trumpet)
- 『スペシャル（Special）』 (2010年, Tru Thoughts) - マッドスリンキー名義
- 『ミュージック・ディープ・インサイド（Music Deep Inside）』 (2011年, Swamp81)
- 『サブウェイ・ベイビー（Subway Baby）』 (2011年, Swamp81)
- 『ハーティング・ミー（Hurting Me）』 (2012年, Digital Soundboy)